# عادل مجللی
عادل مجللی مقدم (زاده ۱ فروردین ۱۳۷۲) قایقران کانو اهل ایران می‌باشد.
وی پس از مثبت اعلام شدن تست دوپینگ به دلیل وجود ماده ممنوعه ملدونیوم در نمونه اخذ شده از وی در حالت خارج از مسابقه از تیر ۱۴۰۳ تا تیر ۱۴۰۷ از شرکت در مسابقات ورزشی توسط ستاد ملی مبارزه با دوپینگ ایران محروم شد.

## موفقیت‌ها
وی توانست در بازی‌های آسیایی ۲۰۱۴، اینچئون، کره جنوبی، در ماده کانو تک نفره مردان، مسافت ۲۰۰ متر، پس از قایقرانانی از چین و ژاپن و با فاصله ۰٫۰۱۵ (پانزده هزارم) ثانیه نسبت به نفر دوم، به نشان برنز رسید.
در سال ۲۰۱۷ در مسابقات قهرمانی کانو اسپرینت جهان در راتشیتسه در جمهوری چک، مجللی در رشتهٔ کانوی ۲۰۰ متر یک‌نفره به مرحلهٔ فینال راه یافت و مدال برنز را به دست آورد. این مدال، نخستین مدال ایران در مسابقات قهرمانی جهان بود.